# Xavier Musketeers

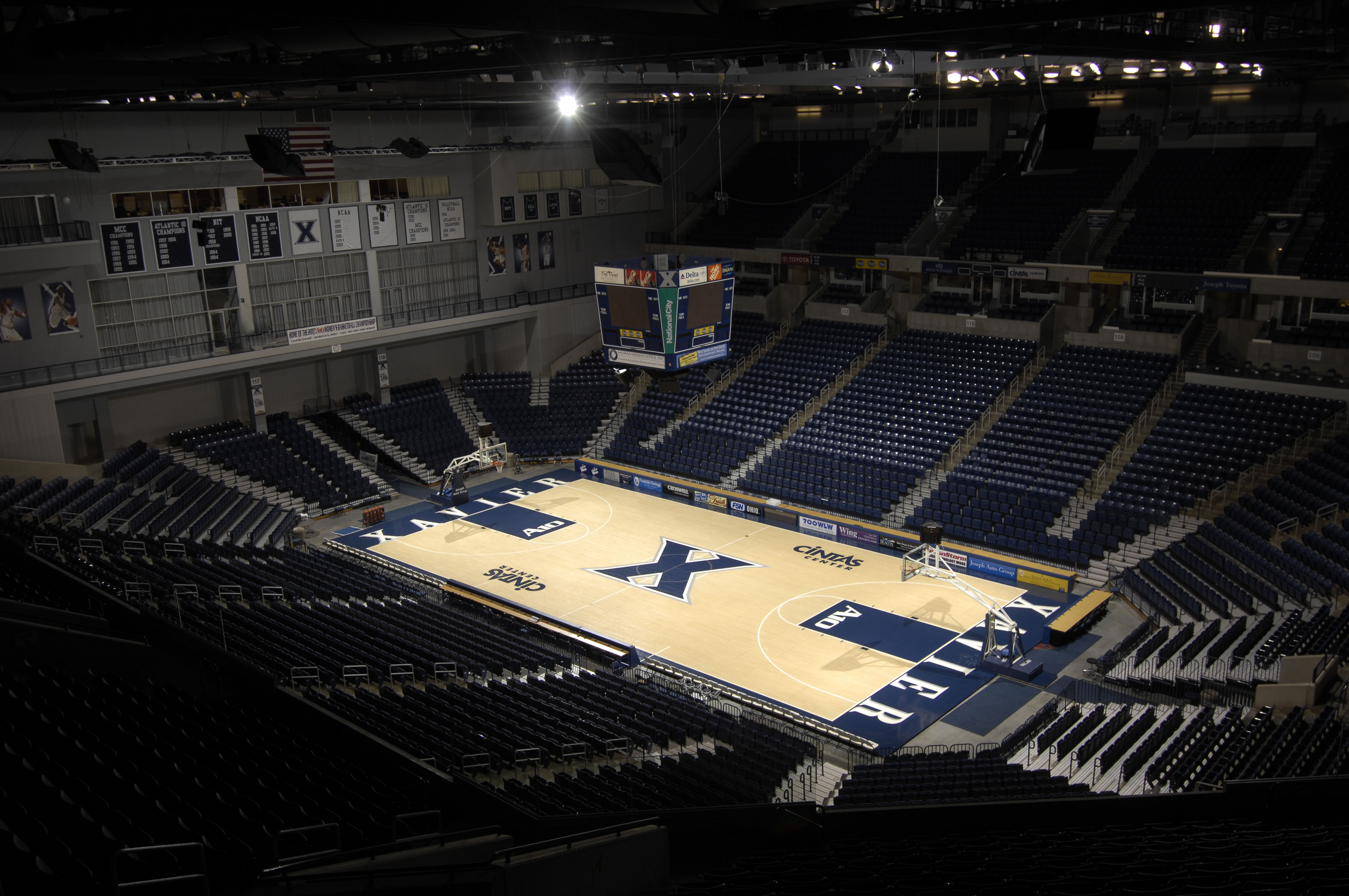
Cancha de baloncesto del Cintas Center.

Xavier Musketeers (español: Mosqueteros de Xavier), es el nombre de los equipos deportivos de la Universidad Xavier, de Cincinnati, Ohio. Los equipos de los Musketeers participan en las competiciones universitarias organizadas por la NCAA, y forma parte de la Big East Conference.

## Apodo
El origen del apodo Mosqueteros proviene de la sugerencia que en 1925 hizo el Reverendo Padre Francis J. Finn, S.I., miembro del Consejo Directivo de la Universidad Xavier hasta su fallecimiento en 1928. Quiso con este apelativo incitar a la caballerosidad del personaje elegido, así como mostrar los estrechos lazos de la Universidad con Francia, país de origen de D'Artagnan

## Equipos
Los Musketeers tienen 18 equipos oficiales, 9 masculinos y 9 femeninos:
| - Masculino - Baloncesto - Cross - Atletismo - Atletismo en pista cubierta - Fútbol - Tenis - Golf - Natación - Béisbol | - Femenino - Baloncesto - Cross - Atletismo - Atletismo en pista cubierta - Fútbol - Tenis - Golf - Natación - Voleibol |

## Baloncesto
El mayor éxito del equipo de baloncesto masculino, además de su título del NIT en 1958, es el haber llegado a cuartos de final del campeonato nacional de la NCAA en 2004. Un total de 15 jugadores han llegado a la NBA a lo largo de la historia, siendo en la actualidad tres los que representan a la universidad: James Posey, David West y Aaron Williams.